# ماجستير الاتصال المؤسسي
ماجستير الاتصال المؤسسي (MCC)، أو ماجستير العلوم في الاتصال المؤسسي (MSc CC)عبارة عن درجة ماجستير في الدراسات العليا لإعداد المتخصصين في الاتصالات الذين سيقومون بالعمل بعد التخرج كمسؤولي اتصالات الشركة على المستوى الإستراتيجي في المؤسسة. يعد الهيكل والقبول لبرنامج ماجستير الاتصال المؤسسي مماثلاً لماجستير إدارة الأعمال وماجستير العلوم في الإدارة. والمكافئ لماجستير الاتصال المؤسسي في بعض الجامعات هو ماجستير الاتصالات، ماجستير (الآداب) في العلاقات العامة، ماجستير (العلوم) في إدارة الاتصالات.

## القبول
تقوم لجان القبول في ماجستير الاتصال المؤسسي عادةً بتقييم المتقدمين على أساس السيرة الذاتية وخطابات التوصية وخبرات العمل، وكذلك درجة البكالوريوس المعادلة التي حصل عليها المرشح والدراسات العليا المعادلة إن وجدت.
وبناءً على هذه المؤشرات، ستقرر اللجنة ما إذا كان مقدم الطلب قادرًا على التعامل مع الصرامة الأكاديمية للبرنامج وإثبات إمكانيات قيادية. وتتطلع اللجنة أيضًا لمقدمي الطلبات الذين يمكنهم تحسين التنوع في الفصل المدرسي وكذلك المساهمة بشكلٍ إيجابي في الهيئة الطلابية ككل.

## هيكل البرنامج
يختلف هيكل ماجستير الاتصال المؤسسي من برنامج لآخر، ولكن عادة ما يشبه أحد خمسةِ أنواعٍ رئيسية من ماجستير إدارة الأعمال (التعلم عن بعد أو الدوام الجزئي أو المكثف أو لمدة سنتين أو التنفيذي).
يشبه برنامج ماجستير الاتصال المؤسسي للمتخصصين في كثيرٍ من الأحيان أحد برامج الماجستير في إدارة الأعمال للتعلم عن بعد أو الدوام الجزئي أو المكثّف أو لمدة سنتين. تبدأ معظم البرامج مع مجموعة من الدورات المطلوبة ثم تقدم دورات أكثر تخصصًا ابتداءً من ثلثي البرنامج.

## الدورات
وفقًا لكل جامعة، قد تشمل دورات الإدارة العامة، ولكن لا تقتصر على الدورات التالية:
- إدارة السمعة
- إدارة القضايا
- إستراتيجية الشركات
- السلوك التنظيمي
- المؤسسات الصناعية
- المحاسبة
- التسويق الإستراتيجي
- تحليل البيانات

تتضمن بعض المواضيع ذات التوجة الموضوعي (المقررات الاختيارية) في برنامج ماجستير الاتصال المؤسسي ما يلي:
- العلامات التجارية للشركات
- اتصالات الأزمات
- الاتصالات التسويقية المتكاملة
- أبحاث الاتصالات للشركات
- اتصالات الموظفين
- علاقات المستثمرين
- تأثير وسائل الإعلام على السمعة
- الهوية التنظيمية
- المسئولية الاجتماعية للشركات
- الرعاية والشراكات
- قانون الاتصالات التجارية
- الشؤون العامة
- إدارة السمعة
- الإعلانات والعلامات التجارية
- وإدارة القضايا

## متطلبات التخرج
تختلف متطلبات التخرج لبرنامج ماجستير الاتصال المؤسسي بدوامٍ كامل عن المتخصصون التنفيذيون. قد يختلف العدد الإجمالي للاعتمادات المطلوبة للتخرج في برنامج ماجستير الاتصال المؤسسي العادية من جامعةٍ إلى أخرى. ومع ذلك، عادةً ما يكون العدد المطلوب من اعتمادات برنامج الماجستير في الدول التي تمارس نظام بولونيا للتعليم ليست أقل من 120 اعتمادًا من نظام تحويل الاعتماد الأوروبي والمعدل التراكمي الأوروبي. ولا يقل عدد الاعتمادات لبرامج الماجستير التنفيذي عادةً عن 60 من نظام تحويل الاعتماد الأوروبي والمعدل التراكمي الأوروبي، بناءً علىِ الجامعة.

## أوروبا
في عام 1997، بدأ مركز الاتصالات المؤسسية، وهو كيان من كلية روتردام للإدارة في جامعة إراسموس روتردام مع برنامج ماجستير الاتصال المؤسسي، الذي طوره أ. د سيس فان ريل. على الصعيد العالمي، كان هذا هو أول برنامج من نوعه عُرض على المستوى الجامعي. ومنذ ذلك الحين، بدأت على الأقل أربع جامعات أوروبية أخرى في تقديم برنامج ماجستير الاتصال المؤسسي. في الوقت الحالي، يتم تقديم برنامج ماجستير الاتصال المؤسسي في جامعة آرهوس، جامعة السوربون، جامعة لايبزغ، جامعة دي نافارا، وجامعة ديلا سفيزيرا الإيطالية.
في عام 2008، تم اعتماد برنامج ماجستير الاتصال المؤسسي في كلية روتردام للإدارة من قِبل NVAO منظمة الاعتماد في هولندا وفلاندرز، لحمل لقب ماجستير العلوم في الاتصالات المؤسسية .

## وصلات خارجية
- Master of Corporate Communication, Rotterdam School of Management
- RSM on Financial Times Top 10 Masters in Management Rankings 2008
- University of Paris, Communication des entreprises et des institutions
- University of Lugano, MCC
- Master in Corporate Communication, IE School of Communication, IE University
- Master in Corporate Communication, TRACOR, The Communication Arts Institute

‌